# Цуй Цюся
Цуй Цюся (кит. трад. 崔秋霞; род. 11 сентября 1990, Чаочжоу, Гуандун) — китайская хоккеистка на траве, полевой игрок. Участница летних Олимпийских игр 2012, 2016 и 2020 годов, серебряный призёр чемпионата Азии 2017 года, серебряный призёр летних Азиатских игр 2014 года, бронзовый призёр летних Азиатских игр 2018 года, бронзовый призёр Восточноазиатских игр 2013 года.

## Биография
Цуй Цюся родилась 11 сентября 1990 года в китайском городе (сейчас городской округ) Чаочжоу в семье фермера.
В пятом классе стала заниматься хоккеем на траве на профессиональном уровне в уездной спортивной школе.
Официально дебютировала в женской сборной Китая по хоккею на траве в сентябре 2011 года на Азиатском трофее чемпионов в Ордосе, где китаянки завоевали серебряную медаль.
В 2012 году вошла в состав женской сборной Китая по хоккею на траве на летних Олимпийских играх в Лондоне, занявшей 9-е место. Играла в поле, провела 4 матча, мячей не забивала.
В 2013 году стала бронзовым призёром хоккейного турнира Восточноазиатских игр в Тяньцзине.
В 2014 году завоевала серебряную медаль хоккейного турнира летних Азиатских игр в Инчхоне.
В 2016 году вошла в состав женской сборной Китая по хоккею на траве на летних Олимпийских играх в Рио-де-Жанейро, занявшей 9-е место. Играла в поле, провела 5 матчей, мячей не забивала.
В 2017 году выиграла серебряную медаль чемпионата Азии в Гифу.
В 2018 году завоевала серебряную медаль хоккейного турнира летних Азиатских игр в Джакарте и бронзовую медаль Азиатского трофея чемпионов в Тонхэ.
В 2021 году вошла в состав женской сборной Китая по хоккею на траве на летних Олимпийских играх в Лондоне, занявшей 6-е место. Играла в поле, провела 4 матча, мячей не забивала.
Трижды участвовала в чемпионатах мира: в 2014 году в Гааге (6-е место; 6 матчей), в 2018 году в Лондоне (16-е место; 3 матча), в 2022 году в Таррасе и Амстелвене (9-е место; 5 матчей, 1 гол).
В 2011—2022 годах провела за женскую сборную Китая 200 матчей, была её капитаном.